# Бігунська сільська рада
Бігунська сільська рада — колишня адміністративно-територіальна одиниця та орган місцевого самоврядування у Словечанському й Овруцькому районах Коростенської і Волинської округ, Київської й Житомирської областей УРСР та України з адміністративним центром у с. Бігунь.

## Населені пункти
Сільській раді були підпорядковані населені пункти:
- с. Бігунь
- с. Селезівка

## Населення
Кількість населення ради, станом на 1923 рік, становила 2 980 осіб, кількість дворів — 426.
Відповідно до результатів перепису населення 1989 року, кількість населення ради, станом на 1 грудня 1989 року, складала 2 337 осіб.
Станом на 5 грудня 2001 року, відповідно до перепису населення України, кількість мешканців сільської ради складала 1 870 осіб.

## Склад ради
Рада складалась з 16 депутатів та голови.

## Керівний склад сільської ради
| ПІБ                             | Основні відомості                                                               | Дата обрання | Дата звільнення |
| ------------------------------- | ------------------------------------------------------------------------------- | ------------ | --------------- |
| Трикиша Володимир Олександрович | Сільський голова, 1960 року народження, освіта                                  | 26.03.2006   | 31.10.2010      |
| Трикиша Володимир Олександрович | Сільський голова, 1960 року народження, освіта середня спеціальна, позапартійна | 31.10.2010   |                 |

Примітка: таблиця складена за даними джерела

## Історія
Утворена 1923 року в складі сіл Бігунь, Дуби та хутора Інеців Словечанської волості Овруцького повіту Волинської губернії. 21 жовтня 1925 року с. Дуби було віднесене до складу Червоносільської сільської ради Словечанського району; натомість з цієї ради до Бігунської передано х. Селезівка. Станом на 17 грудня 1926 року на обліку в раді перебували хутори Бичок, Болотниця, Бріща, Веретьє, Вижка, Делета, Доманіж, Дубок, Жорновка, Заболоття, Завідно, Залушеннє, Збіща, Зеленська, Земка, Кобиляча Волока, Козлище, Корма, Красне, Кубло, Куриллє, Липки, Лохниця, Луга, Мильча, Млинок, Можарець, Мосура, Новоронев, Оболоннє, Одринища, Олехнов, Островці, Павлічки, Парослов, Переділ, Перекіп, Пески, Плесо, Плотище, Посухлі, Рижков, Середнє, Скобеллє, Стебчище, Стужиці, Темне Лядо, Товстиця, Трощин, Ундрово, Чомутовський, Язвин; х. Інеців знятий з обліку населених пунктів. Станом на 1 жовтня 1941 року хутори Бичок, Болотниця, Бріща, Веретьє, Вижка, Доманіж, Дубок, Жорновка, Заболоття, Завідно, Залушеннє, Збіща, Зеленська, Земка, Кобиляча Волока, Козлище, Корма, Красне, Кубло, Куриллє, Липки, Лохниця, Луга, Мильча, Млинок, Можарець, Мосура, Новоронев, Оболоннє, Одринища, Олехнов, Островці, Павлічки, Парослов, Переділ, Перекіп, Пески, Плесо, Плотище, Посухлі, Рижков, Середнє, Скобеллє, Стебчище, Стужиці, Темне Лядо, Товстиця, Трощин, Ундрово, Чомутовський та Язвин.
Відповідно до інформації довідника «Українська РСР. Адміністративно-територіальний поділ», станом на 1 вересня 1946 року сільрада входила до складу Словечанського району Житомирської області, на обліку в раді перебували села Бігунь, Делета та Селезівка.
Станом на 1 січня 1972 року сільська рада входила до складу Овруцького району Житомирської області, на обліку в раді перебували села Бігунь, Делета та Селезівка.
Село Делета, рішенням Житомирської обласної ради від 27 жовтня 2005 року, виключене з облікових даних населених пунктів.
Виключена з облікових даних 18 січня 2018 року через добровільне приєднання до Словечанської сільської територіальної громади Овруцького району Житомирської області.
Входила до складу Словечанського (7.03.1923 р.) та Овруцького (30.12.1962 р.) районів.